# Idrijca

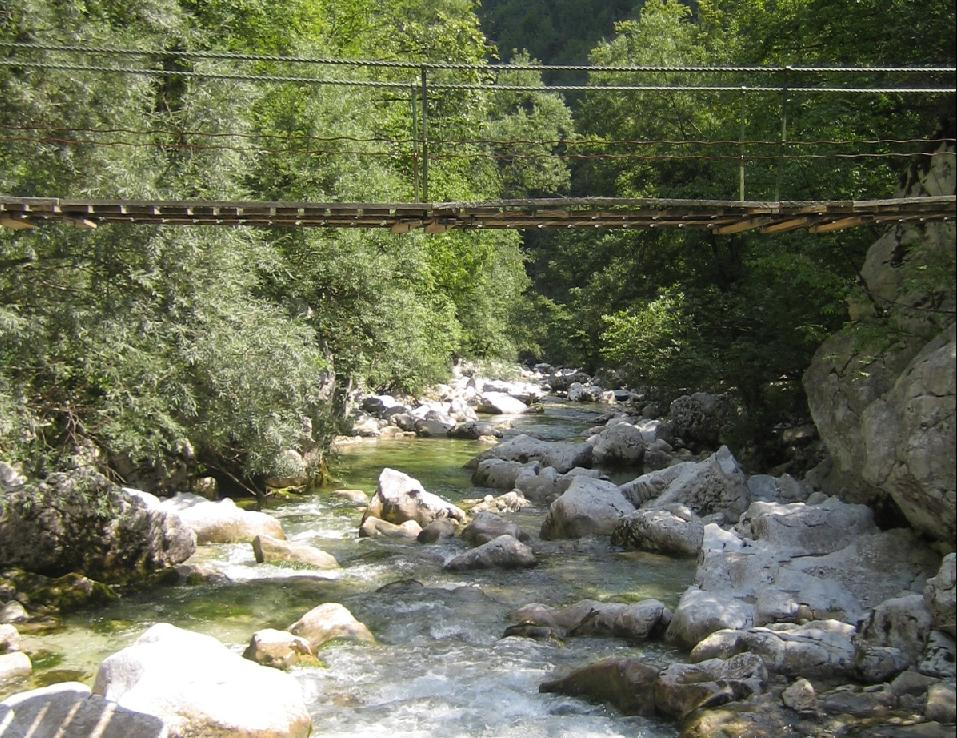
La haute Idrijca.

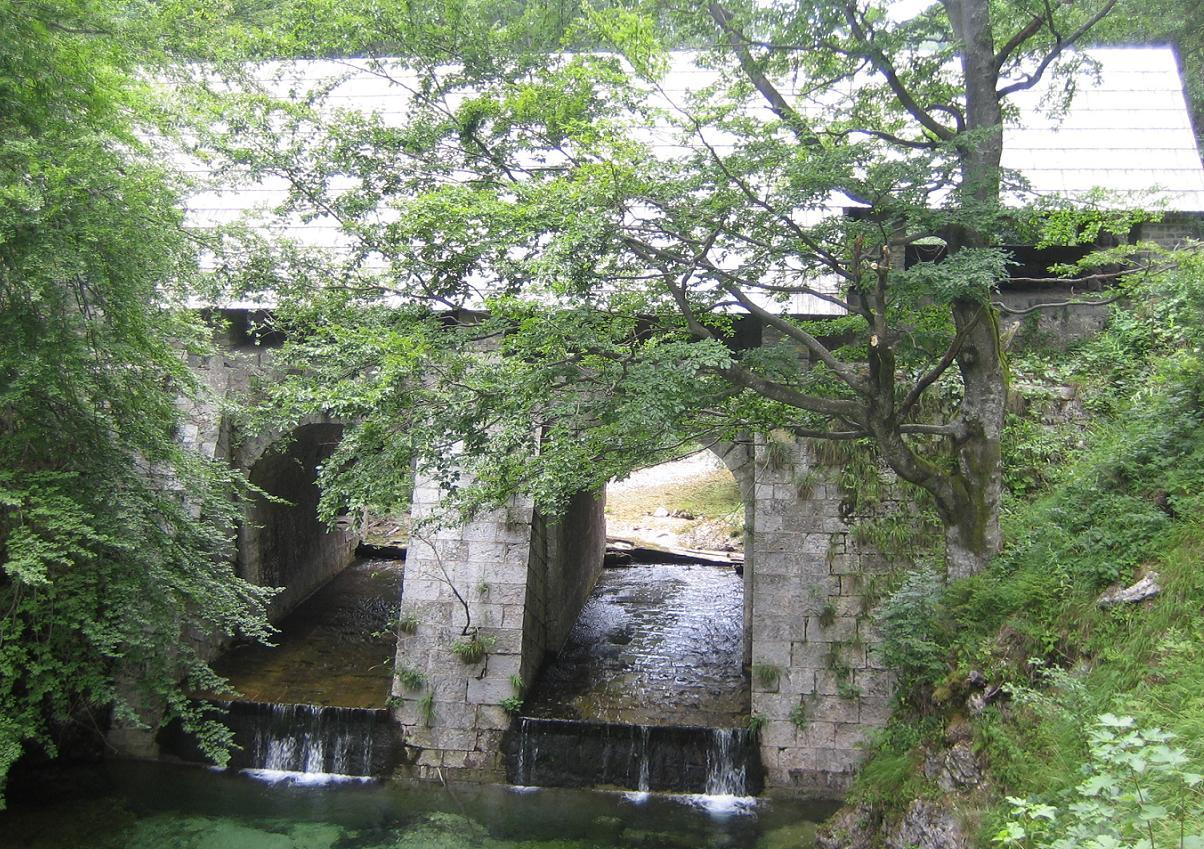
Pont sur l'Idrija.

L'Idrijca est une rivière qui s'écoule en Slovénie sur une distance d'environ 60 km. Elle prend sa source près de Vojsko, se dirige vers le nord-est, traverse la localité d'Idrija puis se dirige vers le nord-ouest. Elle traverse ensuite les localités de Spodnja Idrija et de Cerkno avant de se jeter dans le fleuve Isonzo à Most na Soči.
Le bassin de la rivière s'étend sur une superficie d'environ 598 km2. Ses affluents principaux sont le Belca, le Zala, le Cerknica, le Bača, le Nikomlja, le Kanošica, et le Trebušica. La rivière Jezernica qui tire son origine du lac Sauvage (slovène:Divje jezero) est également un affluent. Avec une longueur de seulement 55 mètres, la Jezernica est la plus petite rivière de Slovénie.
Dans la rivière vivent de nombreux poissons comme le Salmo marmoratus, la truite arc-en-ciel, et l'Ombre commun. Dans le passé, l'industrie forestière utilisait la rivière pour déplacer le bois coupé jusqu'à la ville d'Idrija où l'on s'en servait notamment dans une mine de mercure. La partie haute de la rivière a été classée dans le « parc naturel de la Haute Idrijca ». La zone est de type karstique et on y trouve de nombreuses plantes. 